# VFF Cup 2012
VFF Cup 2012 là giải bóng đá giao hữu quốc tế lần thứ 9 của Liên đoàn bóng đá Việt Nam (VFF). Được tổ chức từ 24–28 tháng 10 năm 2012.
Sau mùa giải năm 2012, VFF thông báo không còn tổ chức giải đấu. Giải đấu đã được tổ chức trở lại vào năm 2018.

## Địa điểm thi đấu
| Thành phố Hồ Chí Minh   |
| ----------------------- |
| Sân vận động Thống Nhất |
| Sức chứa: 25.000        |
|                         |

## Kết quả
| Đội                | Tr | T | H | B | BT | BB | HS | Đ |
| ------------------ | -- | - | - | - | -- | -- | -- | - |
| Sinh viên Hàn Quốc | 3  | 2 | 1 | 0 | 9  | 2  | +7 | 7 |
| Turkmenistan       | 3  | 2 | 0 | 1 | 5  | 6  | −1 | 6 |
| Việt Nam           | 3  | 1 | 1 | 1 | 5  | 2  | +3 | 4 |
| Lào                | 3  | 0 | 0 | 3 | 3  | 12 | −9 | 0 |

| Lào         | 1 – 4    | Sinh viên Hàn Quốc                                                              |
| ----------- | -------- | ------------------------------------------------------------------------------- |
| Syvilay 12' | Chi tiết | Han Seung-Yeop 34' · Kim Pyeong-Jin 41' · Park Jung-Bin 85' · Lee Jung-Kwon 88' |

| Việt Nam | 0 – 1    | Turkmenistan |
| -------- | -------- | ------------ |
|          | Chi tiết | Baýramow 57' |

| Sinh viên Hàn Quốc                                                            | 4 – 0    | Turkmenistan |
| ----------------------------------------------------------------------------- | -------- | ------------ |
| Park Ji-Hoon 30' · Gong Min-Hyun 52' · Cho In-Hyeong 83' · Yang Se-Yoon 90+2' | Chi tiết |              |

| Việt Nam                                                                        | 4 – 0    | Lào |
| ------------------------------------------------------------------------------- | -------- | --- |
| Nguyễn Quang Hải 17', 37' (ph.đ.) · Nguyễn Trọng Hoàng 77' · Huỳnh Quốc Anh 80' | Chi tiết |     |

| Turkmenistan                                             | 4 – 2    | Lào                           |
| -------------------------------------------------------- | -------- | ----------------------------- |
| Boliýan 17' · Jumanazarow 30' · Abylow 47' · Muhadow 64' | Chi tiết | Liththideth 57' · Saysana 83' |

| Việt Nam             | 1 – 1    | Sinh viên Hàn Quốc       |
| -------------------- | -------- | ------------------------ |
| Nguyễn Văn Quyết 57' | Chi tiết | Kim Bong-Rae 40' (ph.đ.) |

## Bàn thắng
2 bàn
- Nguyễn Quang Hải

1 bàn
| - Cho In-Hyeong - Gong Min-Hyun - Han Seung-Yeop - Kim Bong-Rae - Kim Pyeong-Jin - Lee Jung-Kwon - Park Ji-Hoon | - Park Jung-Bin - Yang Se-Yoon - Keoviengphet Liththideth - Phatthana Syvilay - Sopha Saysana - Akmyrat Jumanazarow - Aleksandr Boliýan | - Guwanç Abylow - Süleyman Muhadow - Wladimir Baýramow - Huỳnh Quốc Anh - Nguyễn Trọng Hoàng - Nguyễn Văn Quyết |